# Anime személyiségtípusok
- Az animékben és mangákban többféle ún. dere személyiségtípus van.
- Deredere: olyan karakter, aki édes, energikus és szociális személyiség. Legtöbbször lelkes és vidám hangulatban van.

- tsundere: Olyan karakter, aki a kezdetekben durva és nyers (legtöbbször így próbál valamilyen érzelmet elfedni), de lassanként megmutatja egy kedvesebb, lágyabb oldalát is.
- yandere: olyan karakter, akinek a szerelme egy bizonyos személy iránt megszállott, egészségtelen méreteket ölt. Betegesen féltékeny, ami gyakran erőszakos viselkedésbe torkollik. (legtöbbször a vélt riválisaival szemben) A szót a 'yanderu' (betegnek lenni) és a 'dere-dere' (rajongó, szerelmes) szavakból rakták össze.
- dandere: csöndes, zárkózott karakter, aki elég nehezen nyílik meg és nagyon félénk, főleg a kiszemeltje előtt. Gyakran szeretne bátrabban viselkedni az emberek között, de a félelmei visszatartják őt. Miután jobban megismer/megbízik valakiben, bátrabbá válik, és legtöbbször édes, kedves és odaadó.
- kuudere: általában zárkózott, csendes, és teljesen érzelemmentesnek tűnő karakter, akit tisztelnek (gyakran ő is hercegnősen viselkedik ezért)
- kamidere: olyan lány, aki istennek hiszi magát, és elvárja, hogy így is tiszteljék
- oujidere: beképzelt fiúk, akik mindenkit manipulálnak, és hasonlóan a kamiderékhez meg a himederékhez hősnek, királynak hiszik magukat
- yangire: hasonló, mint a yandere, de nem szerelemről van szó
- himedere: olyan mint a kamidere, csak hercegnőnek érzi magát

- trap: fiú/férfi karakter, aki nőiesen öltözködik, crossdresser. Sokszor feminin az arca, testalkata, viselkedése, addig a pontig, hogy mások ellenkező neműnek hiszik. Általában nem transznemű.
- Fordított trap: női karakter, aki fiúruhákban jár, legtöbbször rövid a haja, és maszkulin a megjelenése, addig a pontig, hogy mások férfinek hiszik. Általában nem transznemű.